# 레옹 플라멩
레옹 플라멩(프랑스어: Léon Flameng, 1877년 4월 30일 ~ 1917년 1월 2일)은 프랑스의 사이클 선수이다. 그는 아테네에서 열린 1896년 하계 올림픽에 참가했다.
플라멩은 333m 독주, 2km, 10km, 100km 경기에 참가했다. 가장 성적이 좋았던 종목은 가장 먼 거리를 달렸던 종목으로 100km를 3시간 8분 19.2초만에 끝내고 금메달을 거머쥐었다. 10km에서는 17분 54.2초를 기록, 팀 동료인 폴 마송에게 간발의 차로 뒤지고 은메달을 목에 걸었다. 2km 경기에서는 3위를 했다. 가장 짧은 거리를 달린 종목에서는 333m를 27.0초로 달려 다른 2명의 선수들과 함께 공동 5위에 올랐다.